# Цудзиновиці
Цудзиновиці (пол. Cudzynowice) — село в Польщі, у гміні Казімежа-Велька Казімерського повіту Свентокшиського воєводства.
Населення — 813 осіб (2011).
У 1975-1998 роках село належало до Келецького воєводства.

## Демографія
Демографічна структура на день 31 березня 2011 року:
|          | Загалом | Допрацездатний вік | Працездатний вік | Постпрацездатний вік |
| -------- | ------- | ------------------ | ---------------- | -------------------- |
| Чоловіки | 385     | 71                 | 265              | 49                   |
| Жінки    | 428     | 82                 | 255              | 91                   |
| Разом    | 813     | 153                | 520              | 140                  |